# Fausto Fawcett
Fausto Borel Cardoso (Río de Janeiro, 10 de mayo de 1957), más conocido por su nombre artístico Fausto Fawcett, es un cantautor, guitarrista rítmico, letrista, novelista, dramaturgo, periodista, actor y guionista brasileño, famoso por sus frecuentes colaboraciones con el también músico Laufer y por ser un grande exponente del rap rock y de la literatura ciberpunk en Brasil. Sus composiciones más famosas son el hit de 1987 "Kátia Flávia, a Godiva do Irajá" y "Rio 40 Graus", grabada por Fernanda Abreu en 1992.

## Biografía
Fausto Borel Cardoso nació el 10 de mayo de 1957 en Río de Janeiro. Se graduó en periodismo en la Pontificia Universidad Católica de Río de Janeiro (donde conoció e hizo amistad con Laufer) en 1983, y en su tiempo libre se dedicaba a realizar cortas comedias teatrales mezclando poesía y música en clubes y cafés de Rio, con el nombre artístico de Fausto Fawcett – un homenaje a una de sus actrices favoritas, la fallecida Farrah Fawcett.
Comenzó su carrera musical en 1986, por sugestión de uno de sus amigos de la facultad, el cineasta Cacá Diegues, y firmó con la Warner Music Group para lanzar su álbum debut, Fausto Fawcett e os Robôs Efêmeros (Fausto fawcett y los Robots Efímeros), al año siguiente. Descrito como una "obra conceptual sobre una Copacabana Blade Runner", fue responsable por difundir su canción de mayor renombre, "Kátia Flávia, a Godiva do Irajá", que fue incluida en las bandas sonoras de la telenovela O Outro y en las películas Bitter Moon (de Roman Polanski) y Tropa de Elite (de José Padilha), canción que fue versionada por Fernanda Abreu. Su disco sucesor en 1989, Império dos Sentidos, producido por el vocalista de Paralamas do Sucesso Herbert Vianna, es una "ópera rock porno-futurista" que continúa con la a sonoridad experimental y minimalista do predecessor. Una fotografía de la entonces modelo Sílvia Pfeifer fue usada como portada del álbum.
Em 1990 Fawcett publicó su primera novela, Santa Clara Poltergeist. Fue seguida por Básico Instinto, uma antología de cuentos lanzada en 1992. Ambos libros sirvieron de base para su tercer álbum, también llamado Básico Instinto, de 1993. Después paró de grabar álbumes para dedicarse a su carrera literaria, a pesar de hacer conciertos ocasionalmente y colaborar con otros músicos (como Rogério Skylab, Fernanda Abreu y Samuel Rosa de Skank, con quien escrobió "Balada do Amor Inabalável" del álbum Maquinarama, de 2000). También actuó en la película de terror de 2016 Vampiro 40° como Vlak, un vampiro que también es traficante de drogas. La película está basada en una serie exhibida por el Canal Brasil en 2010, Vampiro Carioca, con guion del propio Fawcett, a su vez basada en el libro As Aventuras do Vampiro Carioca, de Lúcia Chataignier.
Fawcett publicó cinco libros, siendo el más reciente la novela Pororoca Rave (2015). Otros dos trabajos, Cachorrada Doentia y Loirinha Levada (este último de literatura juvenil), anunciados por él a finales de la década de 2000/inicio de la década de 2010, aún permanecen inéditos. En 2014, Santa Clara Poltergeist y Básico Instinto, que llevaban años descatalogados, fueron republicados por la editorial Encrenca. Encrenca también publicó una adapación para cómic de "Kátia Flávia, a Godiva do Irajá", ilustrada por Iuri Casaes. Desde 2016 Fawcett está trabajando en un largometraje inspirado en "Kátia Flávia"; Maitê Proença está siendo tanteada para el papel principal.

## Influencias
Las obsesiones de Fausto Fawcett, como por ejemplo las mujeres rubias, aparecen constantemente en sus obras, sean música o novelas, frecuentemente ambientadas en su barrio Copacabana. También es un gran entusiasta de la cultura popular, que mezcla con la alta cultura, y lo demuestra por medio de su vasta gama de influencias musicales, literarias y cinematográficas; entre ellas están, el movimento musical de la Jovem Guarda, William Blake, Cruz e Sousa, Bob Kane, Anthony Burgess, Jean-Paul Sartre, Charles Baudelaire, Paulo Leminski, Clarice Lispector, Aldous Huxley, Jorge Mautner, Antônio Calado, Dalton Trevisan, William Gibson, Rubem Fonseca, cómics, películas de serie B del subgénero brasileño de la pornochanchada o ciencia ficción cyberpunk como Blade Runner.

## Vida personal
Era famoso por estar siempre bebiendo en los años 1980, lo que le acarreó problemas en el hígado y en el corazón; desde 2008 es abstemio.
Es aficionado del Fluminense Football Club.

## Discografía

### Álbumes de estudio
| Año  | Álbum                                                    |
| ---- | -------------------------------------------------------- |
| 1987 | Fausto Fawcett e os Robôs Efêmeros - Formato: Vinilo, CD |
| 1989 | Império dos Sentidos - Formato: Vinil                    |
| 1993 | Básico Instinto - Formato: CD                            |

### Colaboraciones
Rogério Skylab
- 2015: Desterro e Carnaval (letra y voces adicionales en "A Árvore")
- 2016: Trilogia dos Carnavais: 25 Anos de Carreira ou de Lápide (letra y voces adicionales en "A Árvore")

## Filmografía
- 1987: Um Trem para as Estrelas – él mismo
- 2016: Vampiro 40° – Vlak